# Euro et Kosovo
- États membres de la zone euro : 20 pays (Allemagne, Autriche, Belgique, Chypre, Croatie, Espagne, Estonie, Finlande, France, Grèce, Irlande, Italie, Lettonie, Lituanie, Luxembourg, Malte, Pays-Bas, Portugal, Slovaquie, Slovénie)
- Micro-États non membres de l'UE utilisant l'euro avec l'accord de l'UE : 4 pays (Andorre, Monaco, Saint-Marin et Vatican)
- États non membres de l'UE qui ont adopté l'euro unilatéralement : 2 pays (Kosovo et Monténégro)
- États membres de l'Union européenne (UE) qui ont rejoint le MCE II : 1 pays (Bulgarie)
- État membre de l'UE faisant partie du MCE II mais qui est exempté de l'obligation de rejoindre la zone euro (Danemark).
- États membres de l'UE qui ont l'obligation  de rejoindre la zone euro : 5 pays (Hongrie, Pologne, Roumanie, Suède et Tchéquie)

Le Kosovo a adopté l'euro de façon unilatérale comme monnaie officielle, bien qu'il ne dépende pas de la Banque centrale européenne. Le pays ne fait pas partie de la zone euro, car il n'est pas membre de l'Union européenne et alors même que certains pays de l'Union comme l'Espagne ou la Grèce ne reconnaissent pas son indépendance.

## Historique
L'origine de l'utilisation de l'euro dans la république du Kosovo  remonte à la mise en place de la mission d'administration intérimaire des Nations Unies au Kosovo (MINUK) en 1999. Avant cette date, beaucoup d'échanges financiers étaient déjà réalisés en Deutsche Mark, en dollar américain ou en franc suisse en raison de l'instabilité économique due aux guerres de Yougoslavie et de la faiblesse du dinar.
Le 3 septembre 1999, la MINUK considère le Mark comme devise principale dans le système bancaire bien qu'elle autorise toujours la circulation du dinar au sein de la province. Celui-ci reste d'ailleurs courant au Nord du Kosovo. Les marks en circulation proviennent des banques allemandes, sans qu'aucune demande identifiée d'importation de fonds ne soit faite par les autorités. Ceci peut s'expliquer par le fait que beaucoup de Kosovars travaillent à l'étranger et envoient de l'argent vers leur pays d'origine.
Lors du passage à l'euro du mark allemand au 1er janvier 2002, le Kosovo devient lié à l'euro, mais le cours légal du mark ne cesse que le 9 mars 2002. Ce passage est réalisé en collaboration avec la zone euro et plus de 100 millions d'euros en liquide furent échangés par l'autorité des opérations et paiements bancaires du Kosovo. Pendant cette période, la présence de l'euro et du deutschemark sur le territoire mène à des soupçons de blanchiment d'argent à grande échelle.
Lors de la crise financière 2008-2009, l'euro permet de réduire les risques pour les investisseurs étrangers actifs au Kosovo. En 2012, le budget du Kosovo pèse 1,5 milliard d'euros. En 2014, le Kosovo envisage d'abandonner l'euro au profit d'une nouvelle monnaie, le dardan. En mars 2017, la douane du Kosovo saisit 2 millions d'euros en faux billets.

## Avenir
L'utilisation de l'euro se veut en principe temporaire. Dans les statuts de la banque centrale du Kosovo, il est précisé que « La devise du Kosovo sera déterminée par décret en accord avec l'article 11 de la constitution ». Ce même article 11 de la constitution annonce simplement que « La République du Kosovo utilise comme monnaie officielle une seule devise » ; l'euro n'est donc jamais mentionné et reste la monnaie officielle de facto.
Toutefois le Kosovo cherche à être reconnu candidat à l'Union européenne et sa sortie de l'Euro n'est pas envisagée. Dans le cadre d'une éventuelle adhésion, l'Union devra gérer la situation inédite d'un État utilisant déjà la monnaie commune sans être passé par le processus habituel.

## Compléments